# Susan Duerden
Susan Jessica Duerden (nacida el 20 de septiembre de 1973 en Kensington, Londres) es una actriz británica y narradora de audiolibros.

## Vida y carrera
Comenzó su carrera como actriz apareciendo en Mr. Right ... en el momento equivocado (1997). Desde entonces, ella ha actuado en televisión y cine. Se hizo famosa por el personaje de Carole Littleton en la serie de televisión Lost (2008-2009). Ella también jugó un papel importante en la serie de televisión Emmerdale Farm (1999-2001) y en la película de desastres Supervolcán (2005) y todavía está activa en el cine y la televisión.
También es activa en el teatro y ha desempeñado papeles principales en el teatro tanto en Londres como a nivel internacional. Actualmente vive en Los Ángeles.

## Filmografía (Selección)

### Películas
- 1997: Aventuras y desventuras de un hombre permanentemente enamorado
- 2005: Mi ligue en apuros
- 2005: Supervolcán (película de televisión)
- 2006: Ratónpolis
- 2009: Lost: La historia del Océano 6 (película de televisión)
- 2009: Doble deber
- 2010: Lost: The Final Season - El principio del fin (película de televisión)
- 2016: Las cosas imposibles de Ava
- 2017: Olvídate de Nick

### Series
- 1999-2001: Granja Emmerdale (55 episodios)
- 2001-2003: El vicio (5 episodios)
- 2008-2009: Lost (3 episodios)
- 2016-2016: Tiempo de anhelo (8 episodios)